# Stari Ras
Stari Ras (Стари Рас), originariamente conosciuta col nome di Ras, fu una delle prime capitali dello stato medievale serbo di Raška, la più importante per un lungo periodo di tempo.

## Storia
Situata nell'odierna regione di Raška o del Sangiaccato (l'antica denominazione ottomana tuttora utilizzata) della Serbia, la città era al centro dello stato medievale che cominciava ad espandersi in ogni direzione. Venne fondata fra il IX e il X secolo e venne abbandonata durante il XIII secolo. Aveva una posizione favorevole nell'area della Serbia medievale, lungo la gola di Raška, all'incrocio delle strade fra il Mar Adriatico e il Principato di Zeta, stretta fra la Bosnia a ovest e il Kosovo a est.
Oggi della città non restano che rovine, situate vicino a Novi Pazar, città fondata probabilmente come enclave commerciale della stessa Ras. Esistono progetti per ricostruire l'antica città, che in comune col monastero di Sopocani è stata inclusa nell'elenco dei Patrimoni dell'umanità dell'UNESCO. L'antico monastero di Stari Ras, del XII secolo, è già stato ricostruito e potrebbe essere a sua volta incluso nella lista dell'UNESCO.
Stari Ras e il monastero di Sopocani si trovano non lontani da un altro monumento patrimonio dell'umanità, il monastero di Studenica.